# Maritza (chanteuse)
Maritza, née Maritza Severino-Peguero le 29 janvier 1980 à Hato Mayor del Rey , en République dominicaine et devenue Maritza Bossé-Pelchat, est une auteure, compositrice et interprète québécoise.
Elle est révélée au public lors de sa participation à la première édition de l'émission Star Académie en 2003.

## Biographie
Maritza est adoptée à l'âge de deux ans et demi par un couple québécois, Nicole Bossé et André Pelchat.
Elle a grandi dans la ville de L'Ancienne-Lorette, près de Québec, Canada. Au tournant des années 2000-2001, elle s'inscrit à des cours de chant et fait les auditions pour Star Académie.
Le 24 mai 2013, elle a donné naissance à sa fille Zoé.

## Carrière Solo
En 2004, elle lance, à titre d’interprète, son premier album Comment j'feel(Sphere musique) qui inclut des chansons écrites entre autres par Francis Cabrel, Daniel Lavoie et Sylvie Paquette. Maritza fut l'une des premières à se distancer de l'organisation de Star Académie à la suite de son expérience. Elle opère un virage pour s'éloigner de la chanson pop radiophonique et explorer le folk et l'indie. Elle est invitée à plusieurs émissions dont La Fureur, Palmarès, Belle et Bum.
C’est en 2012 qu’elle se dévoile comme auteure-compositrice-interprète avec son premier E.P. éponyme (auto-produit) qui incluait 5 chansons issues de diverses collaborations avec Émilie Proulx, José Major, David Thiboutot et Guillaume Chartrain.
Entre 2012 et 2015, elle fut invitée successivement à participer au Festival Vue sur la relève, Au Diapason  à Laval, au Festival de la chanson de Petite-Vallée, aux Francofolies de Montréal ainsi qu'une participation à la18e édition des Francouvertes en 2014 où elle s'est rendue en demi-finale aux côtés entre autres de Julie Blanche et Philippe Brach.
L’album "Libérons-nous" a été lancé en 2017, réalisé par le mutli-instrumentiste José Major et auquel ont entre autres collaboré Philippe Brault et André Papanicolaou. Elle y explore un peu plus le groove, l'électro et la soul. La chanson "Le diable à mes trousses" (écrite avec David Thiboutot) lui a valu une récompense de la Socan et la pièce s’est retrouvée en première position du palmarès SiriusXM Franco. La sortie de cet album auto-produit fut épaulé par Ste-4 musique (Musicor) en licence.
Maritza a travaillé avec la chanteuse d'origine suèdoise Erika Angell (Thus Owl) pour la réalisation d'un projet de chansons exclusivement en anglais. Elle s'est entourée de Simon Trottier (Timber Timbre), Mishka Stein (Patrick Watson) et Robbie Kuster (Patrick Watson, Marie-Pier Arthur). L'album n'a jamais vu le jour mais la pièce "High Noon" a trouvé son chemin jusque sur les plateformes ainsi que la pièce "Para Ti" , sortie en 2019. Cette pièce est née d'une volonté de travailler sur une chanson dédiée à sa mère biologique avec laquelle elle avait repris contact au fil des dernières années.
C'est ainsi qu'elle a poussé plus loin sa collaboration avec l'auteur et compositeur David Thiboutot pour entamer un travail de longue haleine qui allait donner naissance à l'album Quien Eres ? (Qui es-tu?). Ce disque constitue un tournant dans la carrière de Maritza et le résultat d’une quête identitaire. Pour la première fois, elle s'est permis d'embrasser entièrement ses origines ethniques et son appartenance à ce qu'on appelle "la diversité". L'album renferme les chansons les plus personnelles de sa carrière car la langue espagnol lui a permis d'explorer les zones plus sombres et intimes de sa personnalité et de son histoire. Du point de vue musical, l'album est un condensé de son univers marqué par le folk, l'americana, le jazz et la musique latine. On y entend l'influence de certaines artistes du genre telles que Natalia Lafourcade et surtout Lhasa de Sela.
Le disque est sorti en mai 2022. Maritza a joué l'album dans son intégralité lors de la soirée de clôture du Festival International de Jazz de Montréal le 9 juillet 2022 . Elle était entourée de 8 musiciens et musiciennes. Elle fut invitée par la suite à jouer 2 chansons à l'émission Belle et Bum (émission du 27 septembre 2022).
Elle a participé aux vitrines MUZ de Vision Diversité ainsi que Mundial Montréal en 2023.
Au printemps 2024, elle sort la chanson "Je ne sais plus rien" qui se retrouve sur une playlist du label Putumayo World Music.
Elle a accepté de participer à la réunion pour le 20ème anniversaire des anciens de Star Académie en janvier 2024 qui a culminé avec 2 spectacles presque à guichets fermés au Centre Bell de Montréal et au Centre Vidéotron à Québec. Un dernier rendez-vous sur scène a eu lieu lors du Festival International des Montgolfières en août 2024.

## Groupe et collaborations
Elle fonde le trio vocal « Les Sœurs Becker » avec les chanteuses Amylie et Audrey-Michèle Simard, au sein duquel elle joue la basse et la guitare.
Parallèlement à sa carrière solo, elle a débuté depuis 2012 une collaboration au sein du groupe Lisbonne Télégramme avec son complice François Dufault, anciennement du groupe The Blue Seeds (aussi Rose Fargo et Hotel Saïgon). Leur premier album "Miroir d'automne" sorti en 2015 nous révèle une nouvelle facette musicale de Maritza, avec une approche plus rock mais planante et un univers très poétique.
Le 2e album de Lisbonne Télégramme, Hors Circuit, sorti en 2018, nous présente entre autres morceaux un duo percutant avec l'auteur-compositeur et interprète québécois Antoine Corriveau : Les Accidents, dont il a écrit le texte. On y retrouve aussi pour clore l'album un duo avec son complice de longue date David Thiboutot, sur une chanson du groupe Calexico traduite en français "La Lenteur" (Slowness).
Ils sont de retour avec l’album "Désir » en 2022. L’opus contient 6 titres explorant des univers folk, rock orchestraux, soul-rock, country-folk et folk-prog.

## Implication
Parallèlement à ses activités artistiques, Maritza Bossé-Pelchat a co-fondé RAIS-Ressource-adoption en 2019. Jusqu’en 2024, elle a dirigé l'organisme dont la mission qui offre des services d'écoute, de sensibilisation et d'accompagnement à toute personne ayant des questions ou des enjeux concernant l'adoption. L’organisme a fermé ses portes à l’été 2024.

## Discographie

### Solo
- Comment j'feel (2004)
- Maritza (2012)
- Libérons-nous (2017)
- ¿Quién eres? (2022)

### Lisbonne Télégramme
- Miroir d'automne (2015)
- Hors circuit (2019)
- Désir (2022)

## Sources
1. ↑  (en) « «Déracinés»: l'anticonte de l'adoption internationale par Isabelle Hachey (ENTREVUE) », sur HuffPost, 14 octobre 2015 (consulté le 26 novembre 2024)
2. ↑  « Maritza | Discographie », sur disqu-o-quebec.com (consulté le 26 novembre 2024)
3. 1 2  marie-josée r roy, « Dossier: Le conventum de Star Académie (2 articles) », La Presse,‎ 10 janvier 2024 (lire en ligne, consulté le 26 novembre 2024)
4. ↑  Serge Drouin, « Le parcours rêvé de Maritza », sur Le Journal de Québec, 7 décembre 2010 (consulté le 26 novembre 2024)
5. ↑  Karine Paradis, « Maritza de Star AcadÃ©mie a accouchÃ© », sur Hollywoodpq.com, 21 juin 2013 (consulté le 26 novembre 2024)
6. ↑  (en) « Discog »
7. ↑  Marie-Josée Boucher, « Maritza lance un EP éponyme », 27 mars 2012 (consulté le 26 novembre 2024)
8. ↑  « MARITZA en représentation le Jeudi 10 Avril au Cabaret du Mile-End – Vue sur la Relève », sur www.vuesurlareleve.com (consulté le 26 novembre 2024)
9. ↑  Qui fait Quoi / Lien MULTIMÉDIA, « Le festival Diapason dévoile sa programmation », sur Qui fait Quoi / Lien MULTIMÉDIA, 18 septembre 2013 (consulté le 26 novembre 2024)
10. ↑  Valérie Thérien, « Maritza se libère », sur Voir.ca, 27 janvier 2017 (consulté le 26 novembre 2024)
11. ↑  « Les Francouvertes | Le concours-vitrine de toutes les musiques 21e édition », sur www.francouvertes.com (consulté le 26 novembre 2024)
12. ↑  « PalmarèsADISQ - Maritza - Album: Libérons-nous », sur PalmarèsADISQ (consulté le 26 novembre 2024)
13. ↑  « [ALBUM] Maritza - Libérons-nous », sur ecoutedonc.ca, 8 mars 2017 (consulté le 26 novembre 2024)
14. ↑  Qui fait Quoi / Lien MULTIMÉDIA, « Maritza présente son premier vidéoclip « Le diable à mes trousses » sur BRBR », sur Qui fait Quoi / Lien MULTIMÉDIA, 7 octobre 2016 (consulté le 26 novembre 2024)
15. ↑  « PalmarèsADISQ - Maritza - Album: High Noon - Single », sur PalmarèsADISQ (consulté le 26 novembre 2024)
16. ↑  « PalmarèsADISQ - Maritza - Album: Para Ti (feat. Andrea Peguero) - Single », sur PalmarèsADISQ (consulté le 26 novembre 2024)
17. 1 2  Jean Siag, « Chanter pour raconter l’adoption », La Presse,‎ 18 février 2020 (lire en ligne, consulté le 26 novembre 2024)
18. ↑  Valérie Marcoux, Le Soleil, « L’APRÈS-TÉLÉRÉALITÉ | La quête identitaire et artistique de l’ex-académicienne Maritza Bossé-Pelchat », sur Le Nouvelliste, 26 août 2024 (consulté le 26 novembre 2024)
19. ↑  « Maritza: Retour sur scène au Festival de Jazz le 9 juillet et collaboration avec une l'artiste OrigAMI Explorateur », sur us10.campaign-archive.com (consulté le 26 novembre 2024)
20. ↑   [vidéo] « Prestation à l’émission Belle et Bum, 27 septembre 2022 (Querida Niña) », MARITZA, 6 décembre 2022, 5:27 min (consulté le 26 novembre 2024)
21. ↑  « Maritza », sur MUZ 2024 (consulté le 26 novembre 2024)
22. ↑  « Mundial Montréal | De Star Académie à la chanson latine: le parcours étonnant de Maritza – PAN M 360 », sur panm360.com (consulté le 26 novembre 2024)
23. ↑  (en-US) « Je ne sais plus rien, Maritza », sur Qobuz (consulté le 26 novembre 2024)
24. ↑  « Spotify », sur open.spotify.com (consulté le 26 novembre 2024)
25. ↑  Ève Lévesque, « La redécouverte », sur Le Journal de Montréal, 19 mars 2014 (consulté le 26 novembre 2024)
26. ↑  « Lisbonne Télégramme », sur Le Canal Auditif (consulté le 26 novembre 2024)
27. ↑  « PalmarèsADISQ - Lisbonne Télégramme - Album: Miroir d'automne », sur PalmarèsADISQ (consulté le 26 novembre 2024)
28. ↑  « PalmarèsADISQ - Lisbonne Télégramme - Album: Hors circuit », sur PalmarèsADISQ (consulté le 26 novembre 2024)
29. ↑  « PalmarèsADISQ - Lisbonne Télégramme - Album: Désir - EP », sur PalmarèsADISQ (consulté le 26 novembre 2024)